# Шаповалов, Иван Евдокимович
Иван Евдокимович Шаповалов (бел. Іван Еўдакімавіч Шапавалаў; 26 января 1907 года, село Бижевка, Бурынский район, Сумская область, Украина — 26 июня 1941 года, под Борисовым) — белорусский советский прозаик, поэт. Писал на русском языке.

## Биография
Родился в селе Бижевка Сумской области Украины в крестьянской семье. Окончил школу в Смоленске. Работал на бойне, в 1923 году был призван в армию. Служил в частях особого назначения, затем работал в военкомате. В 1925 году был переведён в Белоруссию, в Полоцк, но вскоре уехал в пограничные части. В конце 1920-х годов обратился к литературе. Поступил на заочное отделение Литературного института имени М. Горького.
Публиковаться в белорусской печати начал в 1931 году, в 1934 году вступил в Союз писателей БССР. Участвовал в присоединении Западной Белоруссии. Вскоре оказался в Минске, а затем в 1939 году — в Москве, где занял должность в политуправлении пограничных войск НКВД СССР. В 1940 году возглавил литературный отдел в журнале «Пограничник».
С 1931 по 1941 годы опубликовал три поэтических сборника и две повести и сборник прозы. Печатался в периодике, коллективных сборниках и альманахах. По повести «Большевики границы» написал либретто оперы «Пограничники» белорусского композитора А. Туренкова.
Начало войну застало Ивана Шаповалова в Москве, но уже 22 июня он выехал на белорусскую границу, где участвовал в отводе войск. Погиб 26 июня 1941 года в окрестностях Борисова под немецкими бомбами.
После войны произведения Ивана Шаповалова публиковались в сборниках «Мы іх не забудзем» (1949), «Скрыжалі памяці» (2005).

## Публикации
- Шаповалов, И. Е. Ян Рендя : Поэма-повесть / Ив.Шаповалов. - Мн. : Гос. изд-во Белоруссии, 1932. - 103, [1] с.
- Шаповалов, И. Е. Товарищ : стихи / Ив. Шаповалов. - Менск [Минск] : ЛіМ : ДВБ, 1932. - 89, [1] с.
- Шаповалов, И. Е. Дзержинцы: Стихи. - Мн.: Госиздат Белоруссии, 1934. - 44 с.
- Шаповалов, И. Е. Большевики границы: Повесть / И.Шаповалов. - Мн.: Госиздат Белоруссии, 1936. - 149, [2] с.
- Шаповалов, И. Е. Время близится...: Стихи / Ив.Шаповалов. - Мн.: ГИЗ Белоруссии.Сектор худож.лит., 1937. - 74, [1] с.
- Шаповалов, И. Е. Ненадуманные рассказы / Ив.Шаповалов. - Мн.: Гос. изд-во Белоруссии, 1939. - 95, [1] с.